# Liste denkmalgeschützter Lübecker Bauwerke
Die Liste denkmalgeschützter Lübecker Bauwerke enthält existierende Bauten Lübecks, vorrangig der Lübecker Altstadt, die unter Denkmalschutz stehen.

## Am Bahnhof
| Adresse und/oder Bezeichnung | Älteste nachweisbare Bebauung | Prägende Bebauung | Denkmalschutz | Besonderheiten und Anmerkungen | Abbildung |
| Am Bahnhof 12–14, Handelshof | 1924                          | 1924              | 1972          |                                |           |

## Dr.-Julius-Leber-Straße (damals Johannisstraße)
| Adresse und/oder Bezeichnung                                               | Älteste nachweisbare Bebauung | Prägende Bebauung | Denkmalschutz | Besonderheiten und Anmerkungen | Abbildung |
| Dr.-Julius-Leber-Straße (damals Johannisstraße) Nr. 21, Hermbergsches Haus | 1627                          | 1910/11           |               | einst errichtet als Geschäftshaus ist es heute ein reines Wohnhaus                                                                                  |           |
| Dr.-Julius-Leber-Straße (damals Johannisstraße) Nr. 37–39, Haasenhof       |                               | 1725/29           |               | Stiftshof. Das Vorsteherhaus des Haasenhofes ist älter. Als Eigentümerin ist 1696 Anna Höltich, Witwe des Juristen Johann Adolph Höltich angegeben. |           |

## Fleischhauerstraße
| Adresse und/oder Bezeichnung | Älteste nachweisbare Bebauung | Prägende Bebauung | Denkmalschutz | Besonderheiten und Anmerkungen                                                                                                | Abbildung |
| Fleischhauerstraße 20        | 1293                          | 1908              | 198           | Ein, laut einem Artikel in den damals als überparteilich geltenden Vaterstädtischen Blättern, äußerlich missglücktes Gebäude. |           |

## Holstentorplatz
| Adresse und/oder Bezeichnung | Älteste nachweisbare Bebauung | Prägende Bebauung | Denkmalschutz | Besonderheiten und Anmerkungen | Abbildung |
| Kiosk, Holstentorplatz 7     | 1950er Jahre                  | 1950er Jahre      | 2016          | Der im Besitz der Stadt befindliche Kiosk sollte im Oktober 2016 abgerissen werden, was aber verhindert wurde, da die Denkmalschutzbehörde dem Gebäude Anfang Juli 2016 den Status eines Baudenkmals zuerkannte. |           |

## Königstraße
| Adresse und/oder Bezeichnung            | Älteste nachweisbare Bebauung | Prägende Bebauung | Denkmalschutz | Besonderheiten und Anmerkungen | Abbildung |
| Königstraße Nr. 81, Wolpmann’sches Haus | 1289                          | 1773              |               |                                |           |

## Musterbahn
| Adresse und/oder Bezeichnung                     | Älteste nachweisbare Bebauung | Prägende Bebauung | Denkmalschutz | Besonderheiten und Anmerkungen | Abbildung |
| Musterbahn 3, Statius-von-Düren-Haus             | 1878/79                       | 1878/79           | 1967          | Die Fassade ist mit Terrakotten des 16. Jahrhunderts aus der Werkstatt des Statius von Düren versehen, die man dem 1878 abgebrochenen Haus Braunstraße 4 entnommen hatte.                      |           |
| Musterbahn 6, Museum für Natur und Umwelt Lübeck | 1173–1247                     | 1959–1961         | 1967          | Reste des ehemaligen Domklosters – Teile des spätromanischen Kreuzgangs und die Schaufassade des einstigen Predigerhauses – wurden in den Museumsneubau integriert und genießen Denkmalschutz. |           |
| Musterbahn 19                                    | 1887                          | 1887/1907         | 1989          | Senator Emil Possehl ließ das Gebäude 1907/08 umbauen und erweitern. |           |

## Parade
| Adresse und/oder Bezeichnung | Älteste nachweisbare Bebauung | Prägende Bebauung | Denkmalschutz | Besonderheiten und Anmerkungen                                                                                               | Abbildung |
| Parade 1, Schloss Rantzau    | 1300–1400                     | 1858              | 1967          | Der Kern und die Rückfassade des neugotischen Palais sind mittelalterlich; erhaltene Teile des Dachstuhls datieren von 1317. |           |

## Pferdemarkt
| Adresse und/oder Bezeichnung | Älteste nachweisbare Bebauung | Prägende Bebauung | Denkmalschutz | Besonderheiten und Anmerkungen                                                      | Abbildung |
| Pferdemarkt 7                | 1250–1291                     | 1791–1797         | 1966          | In den Jahren 1791 bis 1797 durch den Kaufmann Daniel Christian Lehmann neu erbaut. |           |
| Pferdemarkt 11               | 1250–1305                     | 1909              | 1990          | Der tonnengewölbte Keller des Gebäudes stammt aus dem Mittelalter.                  |           |
| Pferdemarkt 17               | 1300–1318                     | 1857              | 1976          |                                                                                     |           |

## Rehderbrücke
| Adresse und/oder Bezeichnung | Älteste nachweisbare Bebauung | Prägende Bebauung | Denkmalschutz                                                     | Besonderheiten und Anmerkungen          | Abbildung |
| Rehderbrücke                 | 1935/36                       | 1935/36           | Laut Brückenzustandsbericht (PDF; 1,7 MB), doch ohne Jahresangabe | Ursprünglich benannt nach Horst Wessel. |           |

## Sandstraße
| Adresse und/oder Bezeichnung              | Älteste nachweisbare Bebauung | Prägende Bebauung | Denkmalschutz | Besonderheiten und Anmerkungen                                         | Abbildung |
| Sandstraße 24–28, Kaufhaus am Klingenberg | 1928/30                       | 1928/30           | 1989          | Als Konsumvereins-Kaufhaus anstelle mehrerer älterer Häuser errichtet. |           |

## Wakenitzstraße
| Adresse und/oder Bezeichnung   | Älteste nachweisbare Bebauung | Prägende Bebauung | Denkmalschutz | Besonderheiten und Anmerkungen | Abbildung |
| Wakenitzstraße 85, Wasserkunst | 1867                          | 1867              | 1989          | Seit 1972 wird hier kein Wasser mehr gewonnen und aufbereitet. Die Reinwasserbehälter sowie der Wasserturm dienen lediglich als Wasserspeicher mit einem Gesamtvolumen von 18.000m/3. Über diverse Pumpen wird das Wasser bedarfsorientiert an das Stadtnetz abgegeben. Die Speicherfüllung findet in der Regel Nachts statt. |           |

## Willy-Brandt-Allee
| Adresse und/oder Bezeichnung      | Älteste nachweisbare Bebauung | Prägende Bebauung | Denkmalschutz | Besonderheiten und Anmerkungen | Abbildung |
| Willy-Brandt-Allee 35, Drehbrücke | 1892                          | 1892              | 1990          |                                |           |